# Ed van der Elsken
Eduard „Ed“ van der Elsken (10. března 1925 Amsterdam – 28. prosince 1990 Edam) byl nizozemský fotograf a filmař.
Jeho snímky poskytují citáty, intimní a autobiografické pohledy na evropského zeitgeistu přesahující období druhé světové války do sedmdesátých let v říši lásky, sexu, umění, hudby (zejména jazzu) a alternativní kultury. Svůj fotoaparát popsal jako „poblázněný“ a řekl: „Nejsem novinář ani objektivní reportér, jsem člověk, který buď má rád nebo nemá“.

## Životopis
Ed van der Elsken se narodil 10. března 1925 v Amsterdamu v Nizozemsku. V roce 1937 se chtěl stát sochařem a naučil se řezat kameny u amsterdamského Van Tetterode Steenhouwerij. Po ukončení předběžných studií na Instituut voor Kunstnijverheidsonderwijs, předchůdce Rietveld Academy (dir. Mart Stam), se v roce 1944 zapsal do profesionálního sochařského programu, díky kterému unikl nacistické nucené práci. Ve stejném roce, po bitvě u Arnhemu, byl umístěn v důlní likvidační jednotce, kde mu britští vojáci poprvé představili Picture Post. Později, v roce 1947, objevil knížku Naked City amerického fotografa senzací Weegeeho. Tato setkání inspirovala jeho zájem o fotografii a ten rok se ujal práce v oblasti prodeje fotografií a pokusil se o korespondenční kurz s Fotovakschool v Den Haag, kde nevyhověl závěrečné zkoušce. Následně získal členství v GKf (Fotografická sekce nizozemské federace praktiků užitého umění).

## Paříž
Na návrh nizozemského fotografa Emmyho Andriesse (1914–1953) se v roce 1950 přestěhoval do Paříže. Byl zaměstnán v temných komorách fotografické agentury Magnum, tiskl pro Henriho Cartiera-Bressona (který byl ohromen jeho pouliční fotografií), Roberta Capu a Ernsta Haase. Tam se setkal (a v roce 1954 se oženil) s fotografkou Atou Kandó (* 1913 Budapešť, Maďarsko).
Ata byla zásadovou dokumentaristkou jejíž snímky pořízené v amazonských pralesích mezi kmeny Piraoa a Yekuana jsou její nejznámější, ale její více poetický sklon, jehož příkladem je její Droom in het Woud (Dream in the Wood), fotografovala v roce 1954 ve Švýcarsku a Rakousku a publikovala roku 1957), musel mít také vliv na Van der Elskena a jeho rozhodnutí přejít z novinářské reportáže za účelem stát se fotožurnalistou časopisu. V důsledku toho velká část jeho práce dokumentovala subjektivně jeho vlastní energetickou a výstřední životní zkušenost, inspiroval se díly Larryho Clarka, Nan Goldinové nebo Wolfganga Tillmanse. Jeho adoptovaná rodina a jejich životy se tak staly předmětem jeho fotografií spolu s lidmi, se kterými se setkal, během tohoto pařížského období, včetně Edwarda Steichena který použil osmnáct snímků od fotografů ze Saint-Germain-des-Prés v průzkumu (1953) Postwar European Photography a další v Lidské rodině, a pravděpodobně také potkal Roberta Franka (který našel a představil evropské fotografy Steichenovi).

## Galerie

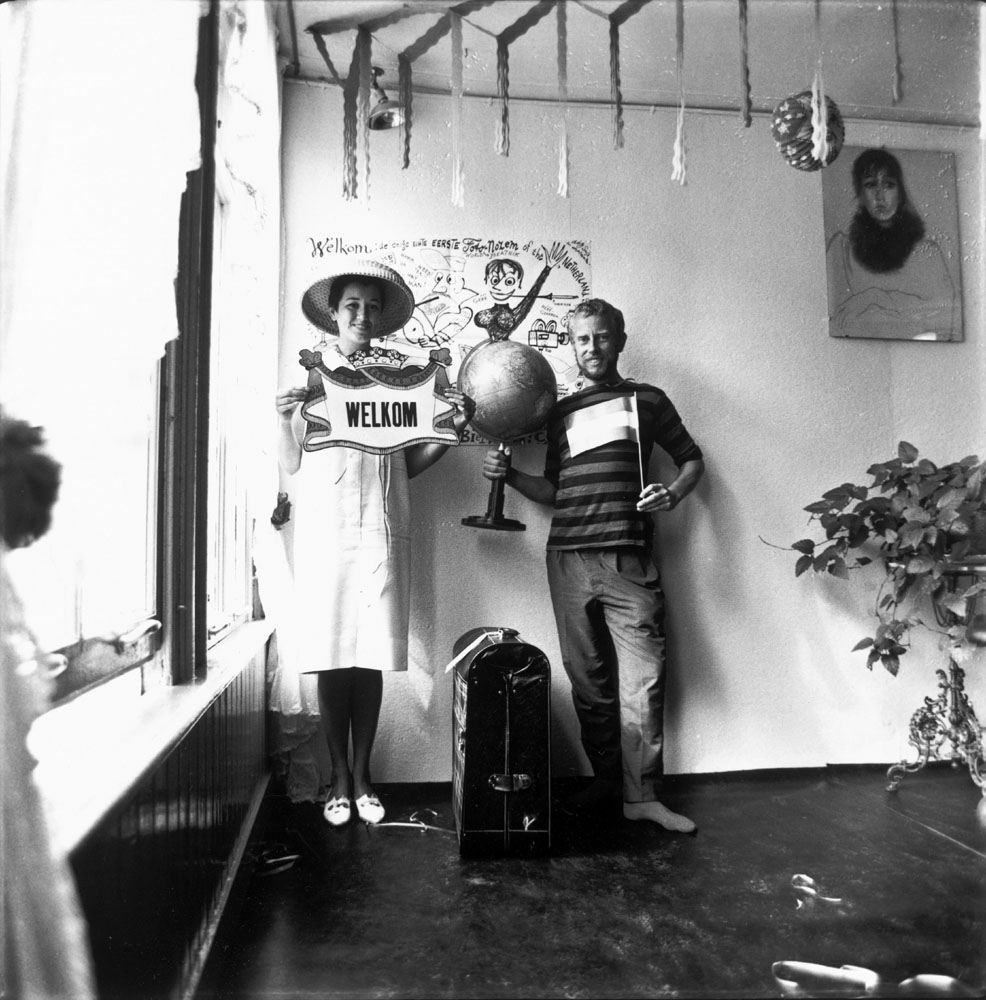
Gerda a Ed van der Elskenovi se vrátili z cesty kolem světa, 19. září 1960
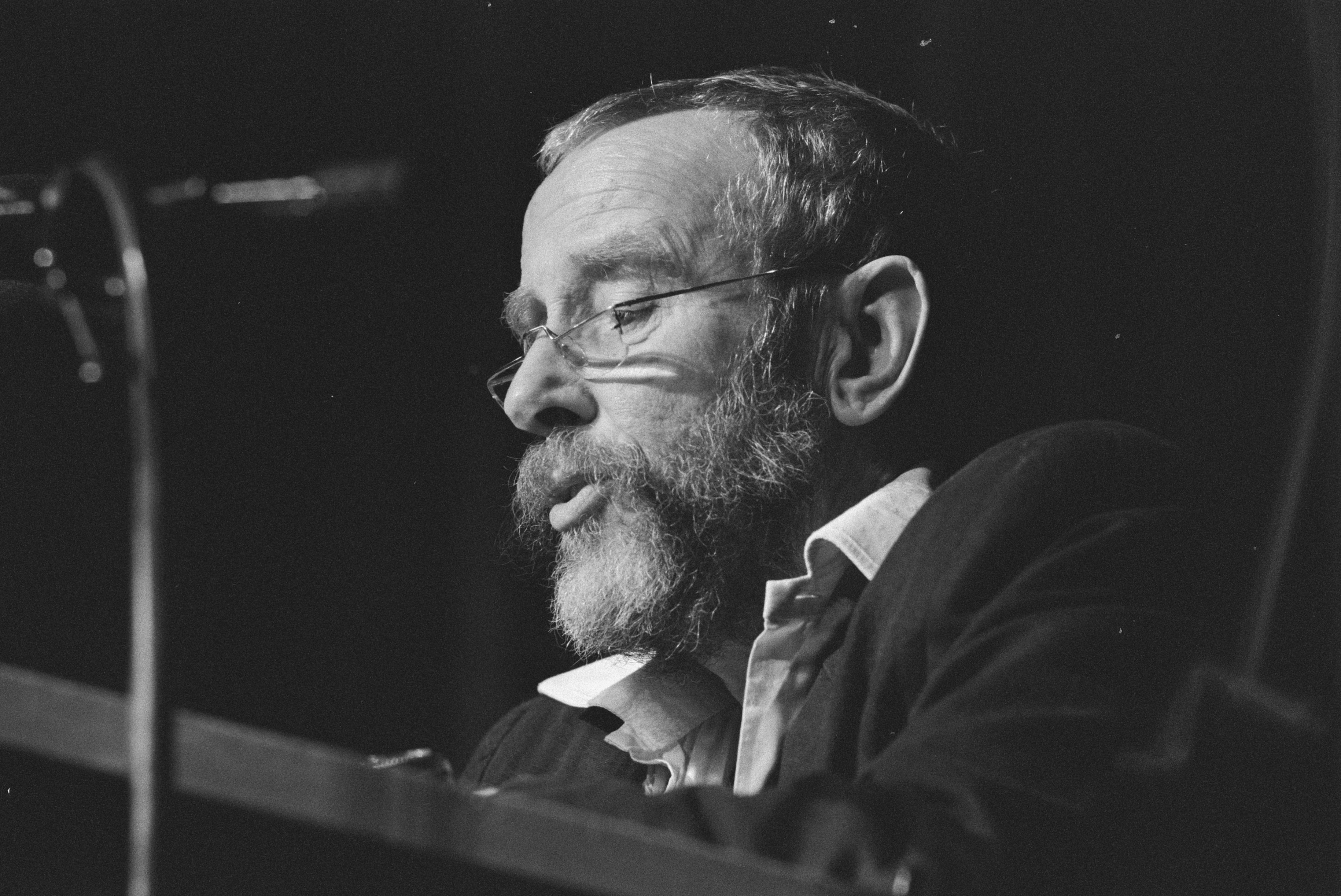
Ed van der Elsken, 1988
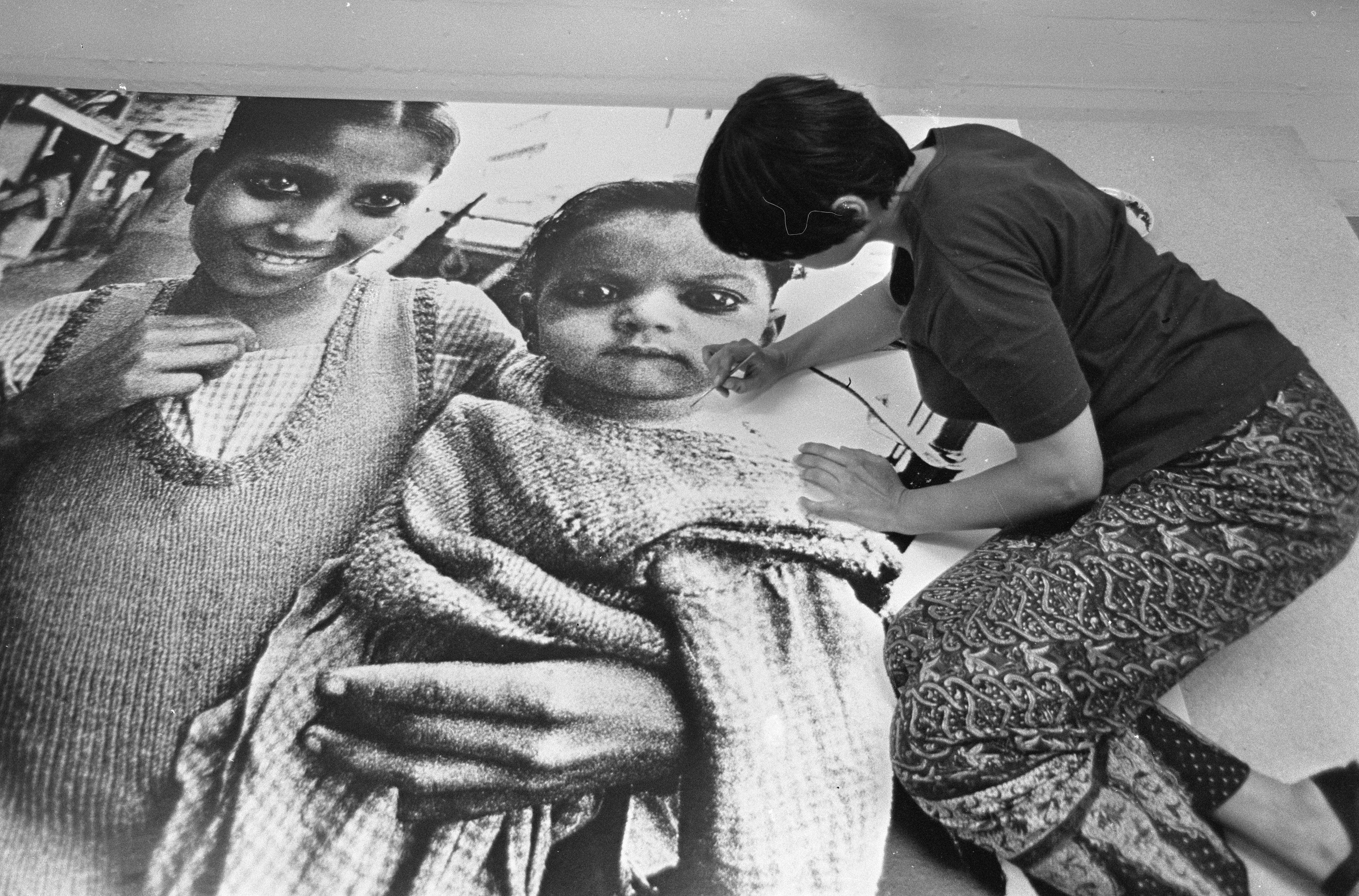
Gerda retušuje fotografii před výstavou Hej ... vidíš to?, Muzeum Stedelijk, Amsterdam, 1966
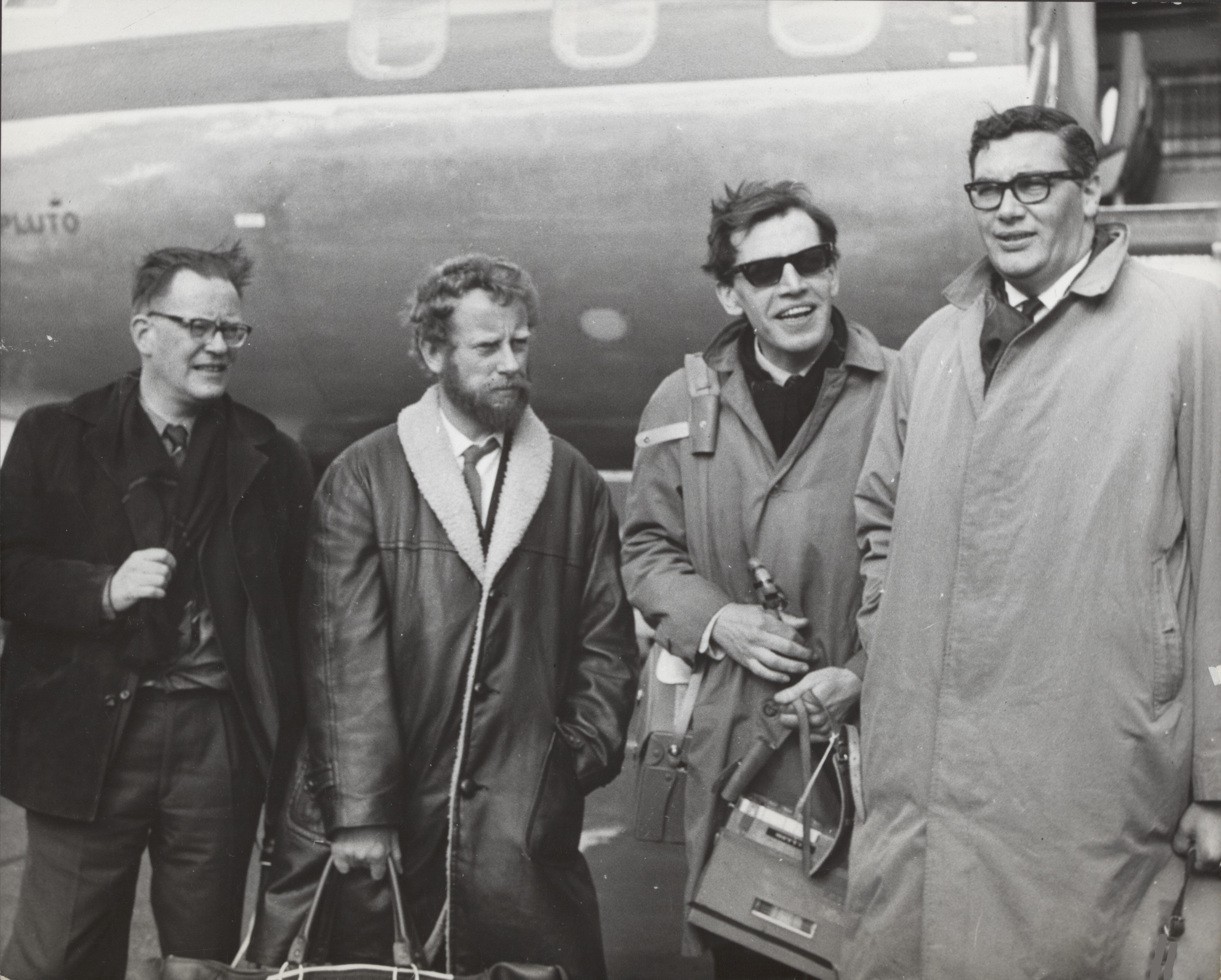
Tým španělské televize KRO, 1965
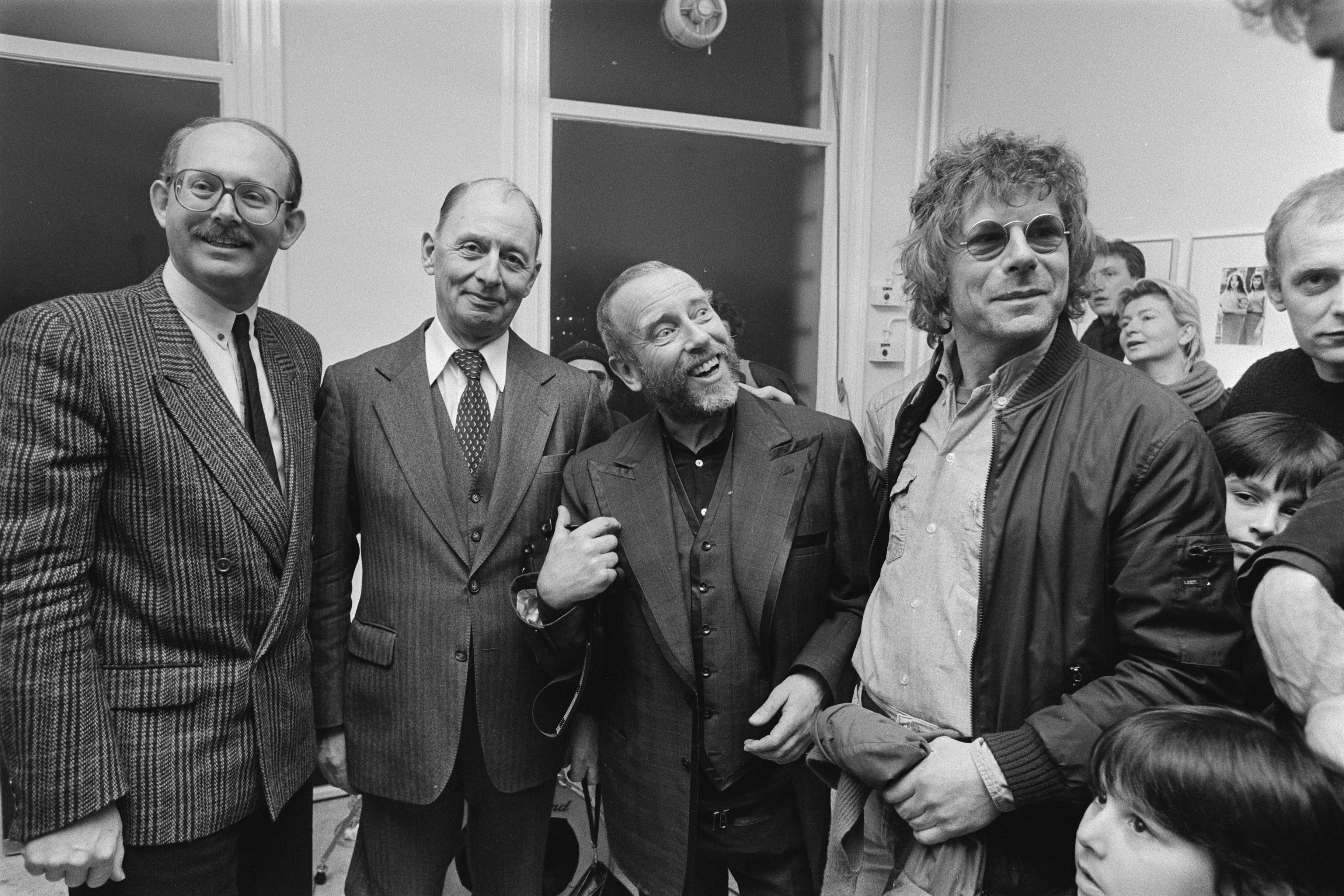
Při zahájení výstavy fotografií Ed van der Elskena a Petra Martense bylo oznámeno, že vláda koupila sbírku fotografií Berta Hartkampa. Zleva doprava: Jan Riezenkamp, Bert Hartkamp, Ed van der Elsken, Peter Martens, 1985

## Knihy

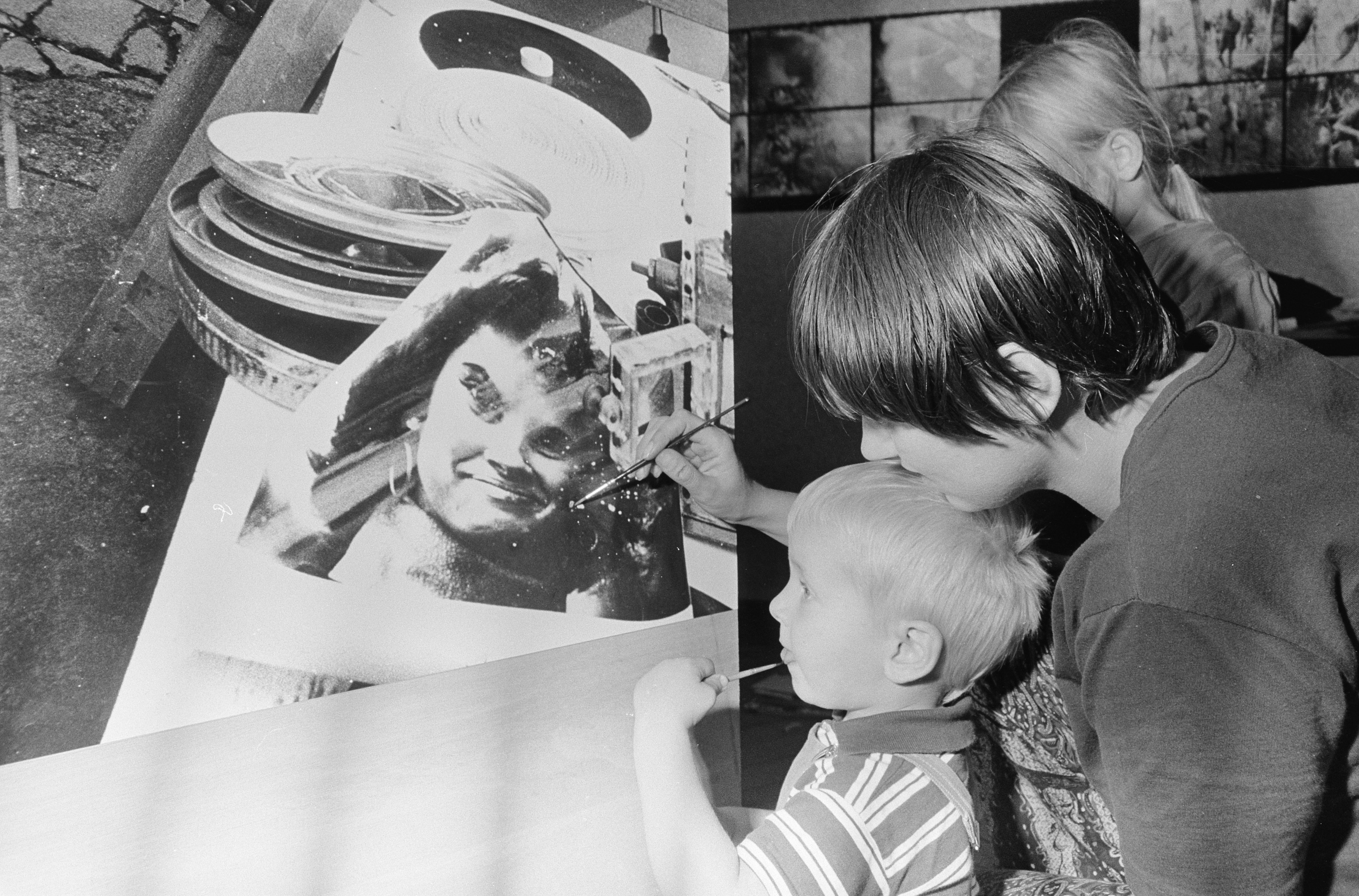
Elskenova manželka Gerda van der Veen s jejich synem Daanem na výstavě Hej... vidíš to? svého muže v muzeu Stedelijk Museum Amsterdam, 1966

- Een liefdesgeschiedenis in Saint Germain des Prés (1956)
- Bagara (1958)
- Jazz (1959)
- Dans Theater (1960)
- de Jong & van Dam NV 1912–1962 (1962)
- Sweet life (1966)
- Wereldreis in foto's vier delen (1967–1968)
- Eye Love you (1977)
- Zomaar een sloot ergens bij Edam (1977)
- Hallo! (1978)
- Amsterdam! Oude foto's 1947–1970 (1979)
- Avonturen op het land (1980)
- Parijs! Foto's 1950–1954 (1981)
- Are you famous? (1985)
- San-jeruman-de-pure no koi (1986)
- Jong Nederland 'Adorabele rotzakken' (1987)
- Japan 1959–1960 (1987)
- De ontdekking van Japan (1988)
- Natlab (1989)
- Once upon a time (1991)
- Hongkong (1997)
- Hit & Run. Ed van der Elsken fotografeert het Philips NatLab (2014)

## Filmy
Podle zdroje:
- 1955: Documentary on the Centre Européen de Recherche Nucléaire in Geneva, VPRO (spolupráce: Jan Vrijman)
- 1955–1960: Traffic Safety Film, VPRO (spolupráce: Jan Vrijman)
- 1955–1960: Film about Van Gelders Paper Factory (špatně podexponován). VPRO (spolupráce: Jan Vrijman)
- 1958: Safari Film commissioned by safari leader Menri Quintard (ztracen)
- 1959–1960: Travelogues, AVRO (ztracen)
- 1960: Rond De Wereld Met Ed van der Elsken (Around the world with Ed van der Elsken) Year produced: ca 1960, Camera: Ed van der Elsken, Gerda van der Elsken-van der Veen, zvuk: sound track missing. Technical assistant: Gerda van der Elsken-van der Veen 16mm. černobílý 38’ 18″
- 1960 Handen (Hands), Broadcast: 6. února 1960, in Mensen kijken, VPRO, 16mm, černobílý, zvuk: perfotape, 4’ 43″
- 1960 Homemovies 16mm, černobílý, němý film 4’ 00″
- 1961 Van Varen (About sailing) Commissioned by: Koninklijke Nederlandse Reders Vereniging (Royal Dutch Shipowners' Association) Technical assistant: Gerda van der Elsken-van der Veen, 16mm, černobílý, zvuk: optical, 19’ 55″
- 1961 De Appel-Iep (Appel elm) Camera: Ed van der Elsken, Koen Wessing, Technical assistants: Johan van der Keuken. Gerda van der Elsken-van der Veen, Koen Wessing, 16mm, černobílý, zvuk: optical, 29’ 16″
- 1961 Bewogen Beweging (Moving motion) Broadcast: shown in the Stedelijk Museum, Amsterdam 16mm, černobílý, němý film, 4’ 06″
- 1961 Karel Appel-Componist (Karei Appel, composer) Broadcast: shown in the Stedelijk Museum. Amsterdam, Technical assistant: Frits Weiland, 16mm, černobílý, zvuk: optical, 16’ 25″
- 1962 Dylaby, Broadcast: shown in the Stedelijk Museum, Amsterdam, 16mm, černobílý, zvuk: optical 10’ 00″
- 1963: Welkom In Het Leven, Lieve Kleine (Welcome to life, dear little one) Broadcast: 15. ledna 1964 a 24. ledna 1982 VPRO, Technical assistant: Gerda van der Elsken-van der Veen, 16mm. černobílý, zvuk: perfotape, partially post-synchronised, 36’ 00″
- 1963 Lieverdjes (little darlings) 16mm, černobílý, němý film, 10’ 58″
- 1963: Grenzen Van Het Leven (Margins of life). 16mm, černobílý, němý film. 28’ 16″
- 1963: Spinoza, 16mm, černobílý. němý film. 40’ 38″
- 1965: Waterlooplein, 16mm, černobílý. zvuk: perfotape. 12’ 11″
- 1965: Afbraakwaterlooplein 1 (Waterlooplein demolition 1). 35mm, černobílý. Němý film. 5’ 45″
- 1965: Afbraakwaterlooplein 2 (Waterlooplein demolition 2). 16mm a 35mm, černobílý. Němý film. 2’ 36″
- 1965: Afbraakwaterloopleincrazyscope. 16mm a 35mm, černobílý. Němý film. 13’ 59″
- 1965: Afbraakenopbouw (Demolition a construction). 35mm. černobílý. Němý film. 5’ 45″
- 1965: Fietsen (Cycling) 16mm. černobílý. Němý film. 10’ 35″[9]
- 1965: Trots Israel (Proud Israel). Commissioned by: Willem Sandberg. 16mm, černobílý. zvuk: optical. 16’ 33″
- 1965: Oberhausenxie Westdeutsche Kurzfilmtage. Broadcast: in Film '65, KRO. 16mm, černobílý. Němý film. 7’ 48″
- 1965: Stiefbeen En Zoon ("Steptoe a Son"). 35mm, černobílý. Němý film. 2’ 48″
- 1965: De Dokwerker (The dockworker). 35mm, černobílý. Němý film. 0’ 44″
- 1967: Het Waterlooplein Verdwijnt (Waterlooplein disappears!) Broadcast: 8. března 1967 in: Uit Bellevue. VARA. Sound recording: Gerda van der Elsken-van der Veen. 16mm. černobílý. zvuk: perfotape. 11’ 32″
- 1968: Orldwturmac. 35mm, barevný. Němý film. 3’ 39″
- 1970: Springende Man En Vrouw (Jumping man and woman). 35mm, černobílý. 1' 38″
- 1971: De Verliefde Camera (The Infatuated Camera). Broadcast: 24. června 1971 VPRO. Camera: Ed van der Elsken. Gerda van der Elsken-van der Veen. Technical assistants: Gerda van der Elsken-van der Veen, Bert Nienhuis. 16mm, barevný a černobílý. zvuk: optical. 42’ 50″
- 1972: Death In The Port Jackson Hotel, subtitle: Een portret van Vali Myers [A portrait of Vali Myers] Broadcast: 28. září 1972 VPRO. Montage: Co van Harten, Sound recording: Bert Nienhuis. 16mm. barevný. zvuk: separate magnetic. 36’ 12″
- 1972: Spelen Maar... (Keep on playing...) Commissioned by: AVRO. Broadcast: 28. října 1972 AVRO. Sound recording: Gerda van der Veen. 16mm. barevný. zvuk: separate magnetic. 80’ 19″
- 1972: Paardeleven (Horse's life) 16mm. barevný. zvuk: perfotape. 8’ 08″
- 1972: Dleren Op Het Land (Animals in the countryside). 35mm, černobílý. Němý film. 1’ 00″
- 1972: Kogelstootster (Shot-putter). 35mm, barevný. Němý film. 1’ 05″
- 1973: Tom Ükker. 35mm, barevný. Němý film. 0’ 32″
- 1973: Edam. 16mm, barevný. Němý film. 8’ 52″
- 1973: Het Prins Bernhard Fonds Helpt (The Prince Bernhard Fund helps) I, II, III. Commissioned by: Prins Bernhard Fonds. 35mm, barevný. zvuk: optical. 3’ 50″
- 1974: Slootje Springen (Ditch jumping). 35mm. barevný. Němý film. 0’ 43″
- 1976: Touwtrekken (Tug-of-war). Commissioned by: Nederlandse Touwtrekkersbond. Technical assistant: Anneke van der Elsken-Hilhorst..Super 8. barevný. 14’ 45″
- 1978: Het Is Niet Mis Wat Zij Doen (What they're doing is a good thing): Een film van Memisa. Commissioned by: Memisa (Medical Mission Action). Broadcast: 16. ledna 1978 AVRO. Editing: Ed van der Elsken, Anneke van der Elsken-Hilhorst. Sound recording: Anneke van der Elsken-Hilhorst. 16mm, barevný (Super 8 original nyní ztracen). zvuk: perfotape. 60’ 00″
- 1980: Avonturen Op Het Land (Adventures in the countryside). Broadcast: 30. března 1980 VPRO. Editing: Ed van der Elsken, Anneke van der Elsken-Hilhorst. Sound recording: Anneke van der Elsken-Hilhorst. Super 8, barevný. zvuk: perfotape. 78’ 41″
- 1980: Cameratest van der Elsken. 16mm, barevný. Němý film. 2’ 42″
- 1981: Mlster Ed En De Sprekende Film (Mr. Ed and the talking film). Broadcast: 31. května 1981 VPRO. Editing: Ed van der Elsken. Anneke van der Elsken-Hilhorst. Super 8, barevný. zvuk: perfotape. 74’ 31″
- 1981: Welkom In Hetleven, Lieve Kleine Bis (Welcome to life, dear little one: the sequel). Broadcast: 24. ledna 1982 VPRQ. Sound recording: Anneke van der Elsken-Hilhorst. Technical assistants: Anneke van der Elsken-Hilhorst. William Vogeler, Klaas Beunder, Anton van de Koppel, Henk Meinema. 16mm, černobílý a barevný. zvuk: perfotape. 38’ 45″
- 1981: World Press Photo. 16mm, barevný. zvuk: perfotape. 4’ 00″
- 1982: Een Fotograaf Filmt Amsterdam (A photographer films Amsterdam!) Working title: Amsterdams Peil (Amsterdam sounding). Production company: MMC Film BV. (Thijs Chanowski). Commissioned by: Ministry of Culture, Recreation and Social Welfare and the City of Amsterdam. Broadcast: 29. června 1983 VPRO. Technical assistants: Anneke van der Elsken-Hilhorst, Klaas Beunder, Peter Hekma. Henk Meinema. 16mm, ECN, barevný. zvuk: optical 57’ 11″
- 1990: Bye. Broadcast: 27. ledna 1991 VPRO. Camera: Ed van der Elsken, Anneke van der Elsken-Hilhorst. Editing: Ulrike Mischke. Sound recording: Ed van der Elsken, Anneke van der Elsken-Hilhorst. Technical assistant: Anneke van der Elsken-Hilhorst. video, barevný a černobílý. 1 hour 48″